# .ph
.ph (Inglês: Philippines) é o código TLD (ccTLD) na Internet para as Filipinas.